# Alexandru Usatiuc-Bulgăr
Alexandru Usatiuc-Bulgăr (n. 15 iulie 1915 – d. 3 august 2003) a fost un disident politic anticomunist din RSS Moldovenească, membru al Frontului Național Patriotic din Moldova.
Alexandru Usatiuc-Bulgăr a fost un cetățean sovietic, de etnie și conștiință română, din Republica Sovietică Socialistă Moldovenească, fost combatant al Armatei Române în cel de-al doilea război mondial.
La 12 iunie 1970, el s-a prezentat la Consiliul de Stat al Republicii Socialiste România, cerând să fie primit în audiență de Nicolae Ceaușescu. Nereușind să fie primit, a lăsat un plic cu o scrisoare de 6 pagini adresată lui Ceaușescu în care îi prezenta amănunte despre metodele folosite de KGB pentru deznaționalizarea românilor și despre încercările de organizare a unei rezistențe românești, cerând un ajutor din partea autorităților de la București pentru a evita pierderea identității românești a basarabenilor. Arestat de KGB, împreună cu alți patru colaboratori, ca urmare a unei scrisori trimise de Ion Stănescu (președintele Consiliului Securității de Stat al RSR) lui Iuri Andropov (președintele Comitetului Securității de Stat al Consiliului de Miniștri al U.R.S.S.), Usatiuc a fost condamnat 12 ani de închisoare și exilat în Siberia.
Pe 23 august 2010, președintele interimar al Republicii Moldova și președintele Parlamentului Republicii Moldova, Mihai Ghimpu, i-a conferit post-mortem „Ordinul Republicii” lui Alexandru Usatiuc-Bulgăr, alături de un grup de luptători împotriva regimului totalitar comunist de ocupație.
Pe 4 aprilie 2013, Alexandru Usatiuc-Bulgăr a fost decorat post-mortem repetat cu Ordinul Republicii de către Președintele Republicii Moldova, Nicolae Timofti.

## Publicații
- Alexandru Usatiuc-Bulgăr: Cu gîndul la "O lume între două lumi": Eroi, martiri, oameni-legendă ISBN 9789975939362